# 烏茲別克棉業

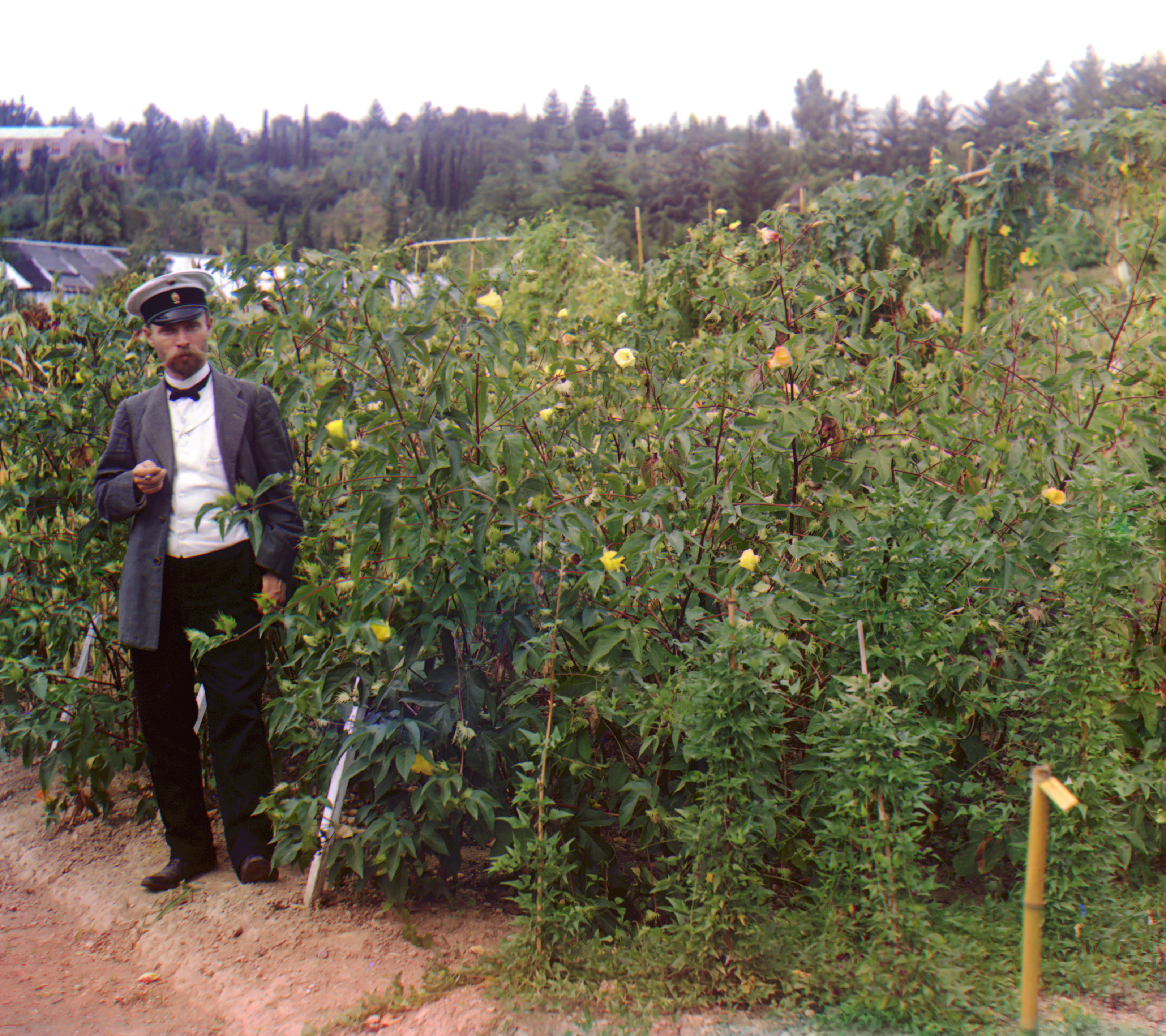
烏茲別克的棉花田，約攝於1910年

烏茲別克棉業係指中亞國家烏茲別克的棉花產業，棉花為烏茲別克最主要的經濟作物，在烏茲別克有「白金」之稱，對該國經濟相當重要，2006年即占其出口額的17%。烏茲別克每年生產約100萬公噸的棉花（約佔世界總產量的4%－5%），並出口70萬－80萬公噸（約佔世界總出口量的10%），2005年統計顯示其為世界第8大棉花生產國與第11大出口國，主要出口到中华人民共和国、孟加拉國、韓國與俄羅斯等國，但其產量已逐年下降，棉產量高峰的1988年產量達近200萬公噸，至2012年則僅有100萬公噸，該國政府已啟動升級廠房設備與棉花處理技術的計畫以提升棉業產值。
烏茲別克的棉業為國家所控制，每年約有200萬人參與採收棉花的工作，為世上規模最大的季節性勞工動員，其中許多工人受到強迫勞動，僅領取微薄的工資，甚至有使用童工的狀況，因而受到一些國際企業組織的抵制。近年來烏茲別克棉業的人權爭議已有改善趨勢。

## 歷史

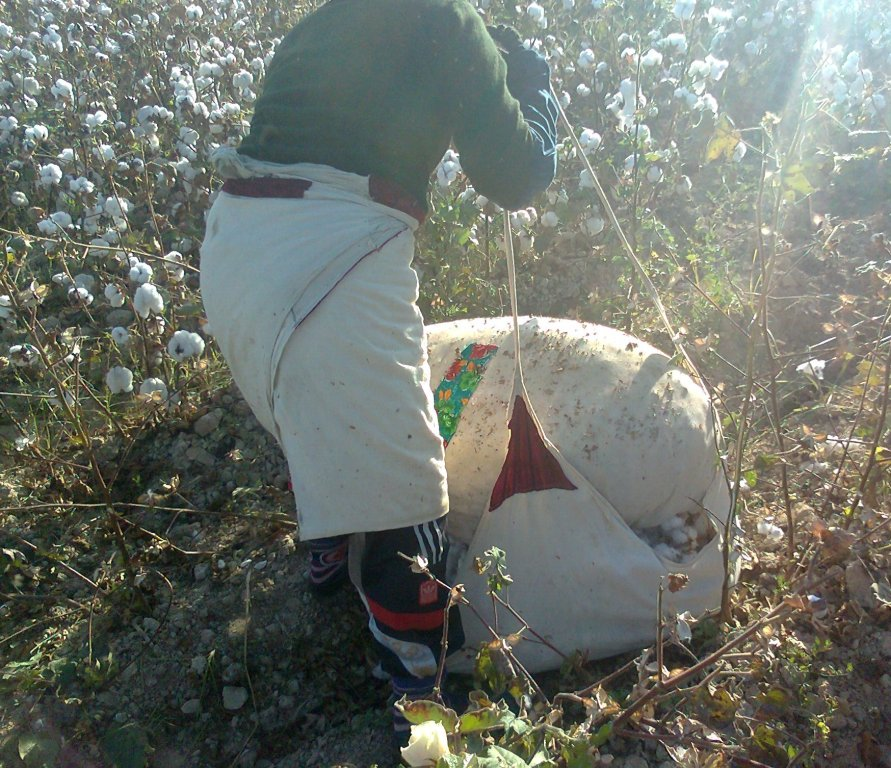
採收棉花的工人，攝於2012年

根據中國古籍記載，烏茲別克的棉花種植可追溯至近2000年前。1959年蘇聯選定中亞為其棉花產地(在俄羅斯帝國已發展商業性種植)，烏茲別克的棉產量大幅增長，烏茲別克蘇維埃社會主義共和國的棉花產量即佔了蘇聯全國的七成，當時棉業受政府嚴控，各集體農場（kolkhozes）均有一定的生產量配額。1976年至1983年間因應莫斯科下令烏茲別克增產棉花，沙洛夫·拉希多維奇·拉希多夫等烏茲別克高層謊報棉花產量提高，以騙取央行的撥款，是為「棉花弊案」，為拉希多夫任內最著名的醜聞。烏茲別克獨立後蘇聯式的配額制持續運作至2020年，棉業仍受政府控制。
因單一經濟作物經濟風險過高，加上國家糧食安全與環境的考量，近年來烏茲別克漸增加穀物的種植比例，並減少棉花的產量，1990年全國種植棉花的田地共有180萬公頃，2006年時已降至140萬公頃，種植穀物的田地則自100萬公頃增至160萬公頃。

## 種植情況
烏茲別克的棉花一般為四月至五月初種植，並於九月採收，種植地點主要集中在艾达尔库尔湖沿岸，另外還有首都塔什干的錫爾河沿岸以及與土庫曼邊界的阿姆河沿岸，以生物防治有效地防治病蟲害，種植棉花品系過去以Okdare-6、納曼干-77（Namangan-77）與塔什干-6（Tashkent-6）等早熟品系為主，2009年起育種專家開發出了布哈拉-102（Bukhara-102）、布哈拉-8（Bukhara-8）、安集延-35（Andijan-35）與希瓦-150（Khoresm-150）等早熟、高產、高品質或抗病蟲害的新品系。
烏茲別克的棉花種植高度仰賴引水灌溉，造成鹹海乾涸、周邊土地鹽化等嚴重環境問題。

## 人權爭議
烏茲別克棉業中廣泛使用強制性童工，兒童自幼即被教育成期待參與棉花採收，將其視為為國貢獻的機會。許多棉農被迫生產棉花，銷售出口所獲的利潤卻大多歸國家所有，採收季節則有許多各行各業的專業人士被迫參與採收，拒絕勞動者會受到降低收入的處罰，童工甚至會遭受毆打。國際組織反奴隸制國際形容烏茲別克棉業的勞動情形為「駭人聽聞」，數個國際組織、企業與投資者遂聯合成立「棉花运动」（Cotton Campaign）以維護該國棉業工作者的人權，他們指控伊斯蘭·卡里莫夫政府對人權工作者施以監禁、虐待與流放的處罰，指其強迫勞動的行為已侵犯人權、將下一代拖入貧窮的惡性循環中且公然違反《世界人權宣言》和禁止人口販運的國際公約，並呼籲烏茲別克政府尊重人權、接受國際勞工組織核查其棉花生產過程。
因人權爭議頻傳，H&M、特易購、宜家家居、愛迪達與馬莎百貨等國際企業皆聲明將避免在產品中使用烏茲別克棉花以抵制該國棉業。過去種植棉花時還會使用落葉劑，造成在田中工作婦女產下的嬰兒死亡率與天生缺陷比率增加，現則已經停用。烏茲別克國內的人權運動家埃琳娜·乌拉耶娃長期關注棉業強制勞動的問題，呼籲外界抵制該國棉業，曾於2015年、2016年與2017年多次被捕並送入精神病院中。
在國際壓力之下，2012年烏茲別克總理肖開提·米爾則亞耶夫發布命令禁止童工在棉花田工作，但仍有許多教師、醫師與護理師等專業人士被迫參與棉花採收。2020年3月肖開提總統宣布取消棉花生產的配額制，使農民得以自由選擇種植的作物。2021年國際勞工組織發布的報告指出烏茲別克棉業已無系統性使用童工或強制勞動等侵犯人權的行為。